# 第1次沖縄抗争
第1次沖縄抗争（だい1じおきなわこうそう）は、1961年から1962年にかけてアメリカ統治下であった沖縄県で起きた、「那覇派」対「コザ派」の抗争事件。

## 前史
1952年の両団体結成後、両者は地理的に離れていたこともあって、目立ったトラブルも無く、定期的に親睦会を開いていた。
しかし両団体は互いに勢力を拡大したため、両団体の縄張りが直接接するようになった。そしてコザ派が那覇派の本拠地の那覇市に進出したという情報が流れ、一気に険悪化した。

## 概要
1961年9月9日、那覇派首領の又吉世喜が、コザ派幹部に呼び出されてリンチされる事件が発生した。又吉は瀕死の重傷を負ったが一命を取りとめた。那覇派は激高し、以後2年間抗争を繰り広げることになった。
コザ派は再度襲撃を計画し、本土から殺し屋を雇って、1962年11月13日に又吉を狙撃した。又吉はまたもや瀕死の重傷を負った。又吉は二度、生死の境を彷徨いながらも生還したことから「不死身の男」の異名をとることになった。
最終的に琉球警察は両団体の組員ら100人以上を大量検挙したことにより沈静化させた。